# Afghanistans provinser

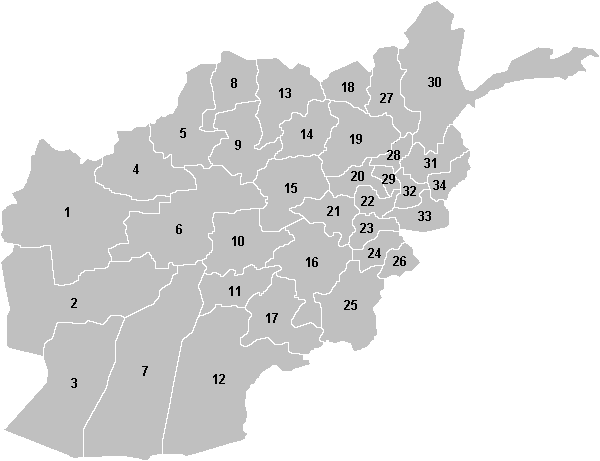
Afghanistans provinser

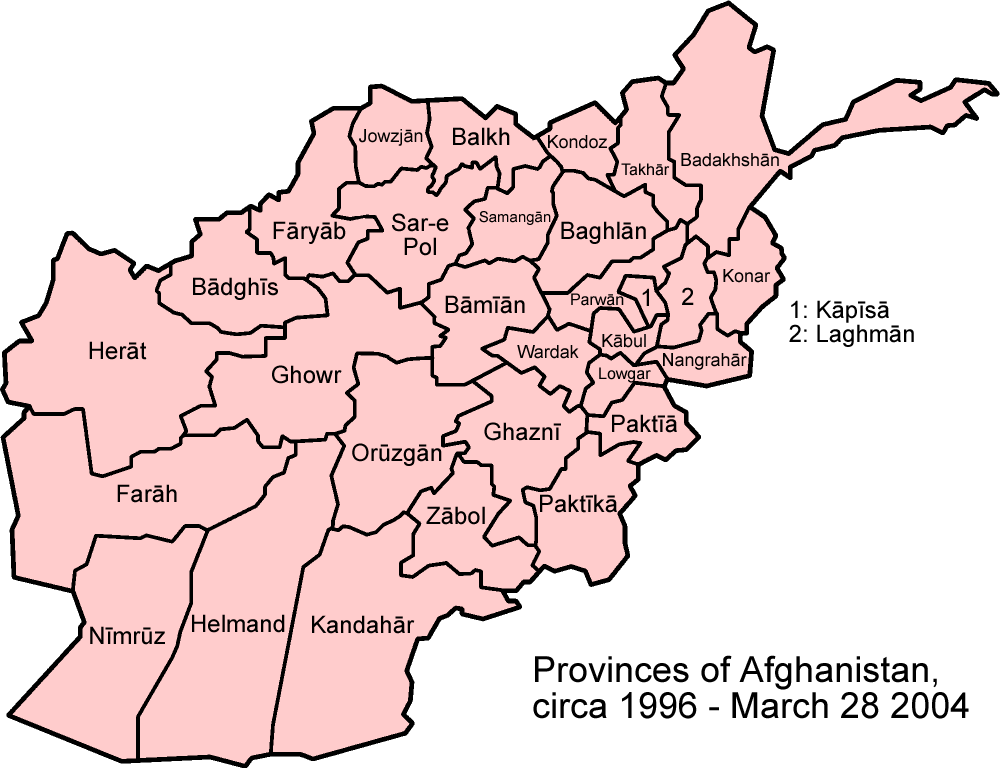
Afghanistans provinser 1996 – 2004

Afghanistan är indelat i 34 provinser, wilayat, som är den första nivån i landets administrativa indelning. Dessa är i sin tur indelade i omkring 400 distrikt, wuluswali, varav några är provisoriska.
Efter talibanernas maktövertagande sommaren 2021 lär vissa ändringar ha gjorts i den administrativa indelningen, men information angående hur den aktuella indelningen ser ut kan variera beroende på källa.
| Nr | Provins    | Huvudstad      | Antal distrikt | Språk                                           | Yta (km²) | Folkmängd | Densitet |
| -- | ---------- | -------------- | -------------- | ----------------------------------------------- | --------- | --------- | -------- |
| 30 | Badakhshan | Feyzabad       | 28             | persiska (dari), pamir, pashto                  | 44 059    | 819 396   | 18,60    |
| 4  | Badghis    | Qaleh-ye Now   | 7              | persiska (dari), pashto                         | 20 591    | 499 393   | 24,25    |
| 19 | Baghlan    | Baghlan        | 15             | persiska (dari), uzbekiska, turkmeniska, pashto | 21 118    | 741 690   | 35,12    |
| 13 | Balkh      | Mazar-e Sharif | 15             | persiska (dari), pashto                         | 21 118    | 1 123 948 | 53,22    |
| 15 | Bamiyan    | Bamiyan        | 7              | persiska (dari)                                 | 14 175    | 343 892   | 24,26    |
| 10 | Daykondi   | Nili           | 9              | persiska (dari), pashto                         | 8 088     | 477 544   | 59,04    |
| 2  | Farah      | Farah          | 11             | pashto, persiska (dari), balochi                | 48 471    | 493 007   | 10,17    |
| 5  | Faryab     | Meymaneh       | 14             | uzbekiska, persiska (dari), pashto, turkmeniska | 20 293    | 833 724   | 41,08    |
| 16 | Ghazni     | Ghazni         | 19             | pashto, persiska (dari)                         | 22 915    | 1 080 843 | 47,17    |
| 6  | Ghor       | Chaghcharan    | 11             | persiska (dari), pashto                         | 36 479    | 635 302   | 17,42    |
| 7  | Helmand    | Lashkar Gah    | 14             | pashto, persiska (dari)                         | 58 584    | 1 441 769 | 24,61    |
| 1  | Herat      | Herat          | 16             | persiska (dari), pashto, turkmeniska            | 54 778    | 1 762 157 | 32,17    |
| 8  | Jowzjan    | Sheberghan     | 11             | uzbekiska, turkmeniska, pashto, persiska (dari) | 11 798    | 426 987   | 36,19    |
| 22 | Kabul      | Kabul          | 15             | pashto, persiska (dari), turkmeniska, uzbekiska | 4 462     | 3 314 000 | 742,72   |
| 12 | Kandahar   | Kandahar       | 18             | pashto, persiska (dari), pashto                 | 54 022    | 913 000   | 16,90    |
| 29 | Kapisa     | Mahmud-e Raqi  | 7              | persiska (dari), pashto, pashayi                | 1 842     | 358 268   | 194,50   |
| 26 | Khost      | Khost          | 13             | pashto                                          | 4 152     | 638 849   | 153,87   |
| 34 | Kunar      | Asadabad       | 15(-16)        | pashto                                          | 4 942     | 413 008   | 83,57    |
| 18 | Kunduz     | Kunduz         | 7              | pashto, persiska (dari), uzbekiska, turkmeniska | 8 040     | 820 000   | 101,99   |
| 32 | Laghman    | Mihtarlam      | 5              | pashto, pashai, nuristani, persiska (dari)      | 3 843     | 382 280   | 99,47    |
| 23 | Logar      | Pol-e Alam     | 7              | pashto, persiska (dari)                         | 3 880     | 322 704   | 83,17    |
| 33 | Nangarhar  | Jalalabad      | 22             | pashto, persiska (dari)                         | 7 727     | 1 342 514 | 173,74   |
| 3  | Nimruz     | Zaranj         | 5              | balochi, pashto, persiska (dari)                | 41 005    | 117 991   | 2,88     |
| 31 | Nurestan   | Parun          | 8              | nuristani, pashto                               | 9 225     | 130 964   | 14,20    |
| 24 | Paktia     | Gardez         | 15             | pashto, persiska (dari)                         | 6 432     | 415 000   | 64,52    |
| 25 | Paktika    | Sharan         | 19             | pashto, persiska (dari)                         | 19 482    | 809 772   | 41,57    |
| 28 | Panjshir   | Bazarak        | 8              | persiska (dari)                                 | 3 610     | 128 620   | 35,63    |
| 20 | Parwan     | Charikar       | 10             | persiska (dari), pashto                         | 5 974     | 491 870   | 82,34    |
| 14 | Samangan   | Aybak          | 7              | persiska (dari)                                 | 11 262    | 378 000   | 33,56    |
| 9  | Sar-e Pol  | Sar-e Pol      | 7              | persiska (dari), pashto, uzbekiska              | 15 999    | 442 261   | 27,64    |
| 27 | Takhar     | Taloqan        | 17             | persiska (dari), uzbekiska, pashto              | 12 333    | 830 319   | 67,32    |
| 11 | Uruzgan    | Tarinkot       | 5(-7)          | pashto, persiska (dari)                         | 22 696    | 320 589   | 14,13    |
| 21 | Wardak     | Maydan Shahr   | 9              | pashto, persiska (dari)                         | 9 934     | 529 343   | 53,29    |
| 17 | Zabol      | Qalat          | 11             | pashto, persiska (dari)                         | 17 343    | 244 899   | 14,12    |